# فک خزپوش جنوبگان
فک خزپوش جنوبگان (نام علمی: Arctocephalus gazella) نام یک گونه از سرده خرس‌سرها است.